# Bazhe Ilijoski
Bazhe Ilijoski est un footballeur macédonien né le 9 juillet 1984. Il évolue au poste d'attaquant.

## Palmarès
- Champion de Macédoine en 2004, 2006, 2008 et 2014
- Vainqueur de la Coupe de Macédoine en 2008, 2009, 2011, 2014, 2015 et 2017